# Drassyllus saphes
Drassyllus saphes är en spindelart som beskrevs av Chamberlin 1936. Drassyllus saphes ingår i släktet Drassyllus och familjen plattbuksspindlar. Inga underarter finns listade i Catalogue of Life.